# Nicotiana
Nicotiana es un género de plantas de la familia de las solanáceas que incluye a unas 45 especies aceptadas.
El género es nativo de América del Norte y América del Sur, Australia, de África suroccidental y del sur del Pacífico. Hay constancia del uso de hojas de nicotiana en el proceso de momificación de los antiguos egipcios, por lo que la planta era conocida allí hace más de tres mil años, aunque no sepamos si llegaron a fumar sus hojas de alguna forma, o simplemente quemarlas para sahumerios, además de lo dicho sobre la momificación.
La especie más conocida y de mayor importancia económica es Nicotiana tabacum, originaria de América, de la cual se extrae el tabaco.
El nombre le fue dado en homenaje al diplomático francés Jean Nicot, quien abrió las puertas de Europa al tabaco.

## Sinónimos
- Amphipleis Raf.
- Blenocoes Raf.
- Dittostigma Phil.
- Eucapnia Raf.
- Langsdorfia Raf.
- Lehmannia Spreng.
- Perieteris Raf.
- Polydiclis (G.Don) Miers
- Sairanthus G.Don
- Siphaulax Raf.
- Tabacum Gilib.
- Tabacus Moench
- Waddingtonia Phil.[2]

## Especies aceptadas
- Nicotiana acaulis Speg.
- Nicotiana acuminata (Graham) Hook. - tabaco cimarrón, tabaco del diablo (en Chile)[3]
- Nicotiana alata Link & Otto
- Nicotiana ameghinoi Speg.
- Nicotiana arentsii Goodsp.
- Nicotiana attenuata R.E.Torr. ex S.Watson
- Nicotiana azambujae L.B Sm. & Downs
- Nicotiana benavidesii Goodsp.
- Nicotiana benthamiana Domin
- Nicotiana bonariensis Lehm.
- Nicotiana cordifolia Phil.
- Nicotiana excelsior (Black) Black
- Nicotiana forgetiana Hort. ex Hemsl.
- Nicotiana glauca Graham
- Nicotiana glutinosa L. - tabaco cimarrón (en Perú)[3]
- Nicotiana knightiana Goodspeed
- Nicotiana langsdorfii Schrank
- Nicotiana linearis Phil.
- Nicotiana longibracteata Phil.
- Nicotiana longiflora Cav.
- Nicotiana miersii J.Rémy
- Nicotiana mutabilis Stehmann & Semir
- Nicotiana noctiflora Hook.
- Nicotiana obtusifolia M. Martens & Galeotti
- Nicotiana otophora Griseb.
- [◇Nicotiana paa]] Mart.-Crov.
- Nicotiana palmeri A.Gray
- Nicotiana paniculata L. - tabaco cimarrón (en Perú)[3]
- Nicotiana pauciflora J.Rémy
- Nicotiana petunioides (Griseb.) Millán
- Nicotiana plumbaginifolia Viv.
- Nicotiana raimondii J.F.Macbr.
- Nicotiana repanda Lehm. - tabaco cimarrón (en Cuba)[3]
- Nicotiana rosulata (Moore) Domin
- Nicotiana rustica L.
- Nicotiana × sanderae W.Watson
- Nicotiana setchellii Goodspeed
- Nicotiana solanifolia Walp.
- Nicotiana sylvestris Speg. &  S.
- Nicotiana tabacum L.
- Nicotiana thyrsiflora Goodsp.
- Nicotiana tomentosa Ruiz & Pav.
- Nicotiana trigonophylla Dunal
- Nicotiana undulata Ruiz & Pav.	- sayre (en Perú)[3]
- Nicotiana wigandioides Koch & Fintelmann

Lista completa de especies y sus sinónimos en USDA-GRIN«Copia archivada». Archivado desde el original el 1 de mayo de 1999. Consultado el 18 de noviembre de 2008. y The Plant list